# Толстых, Василий Павлович
Василий Павлович Толстых (12 июля 1917, станица Новопокровская, Краснодарский край — 12 июня 1995, там же) — участник Великой Отечественной войны, советский офицер, майор в отставке, Герой Советского Союза (24 марта 1945 года).

## Биография
Родился в станице Новопокровская ныне Новопокровского района Краснодарского края в семье крестьянина.
Окончил 8 классов. Работал агротехником в колхозе. В Красной Армии с 1938 года. В 1940 году окончил Киевское военное пехотное училище.
Участник Великой Отечественной войны с июня 1941 года. Член КПСС с 1943 года.
Командир батареи 1438-го самоходного артиллерийского полка (18-й танковый корпус, 53-я армия, 2-й Украинский фронт) лейтенант Толстых в боях за город Хуши (Румыния) 24 августа 1944 года разгромил колонну противника, уничтожив большое количество его живой силы и техники.
14 сентября 1944 года в районе города Тимишоара батарея успешно отразила вражескую контратаку, нанеся противнику большой урон.
8 октября 1944 года одним из первых ворвался в город Сентеш. Был ранен, но остался в строю.
Звание Героя Советского Союза присвоено 24 марта 1945 года.
После войны продолжал службу в армии. В 1954 году окончил Высшие офицерские курсы. С 1959 года майор Толстых — в запасе.

## Награды
- Герой Советского Союза;
- орден Ленина;
- два ордена Красного Знамени;
- орден Отечественной войны I степени;
- орден Красной Звезды;
- медали.

## Память
- Имя Толстых Василия Павловича носил пионерский отряд школы № 1 в станице Новопокровская.